# Elis Guri
Elis Guri (né le 6 juillet 1983 à Shkodër, en Albanie) est un lutteur albanais, naturalisé bulgare.
Il remporte la médaille de bronze pour l'Albanie en moins de 96 kg lors des Championnats d'Europe de lutte 2008.
En tant que bulgare, il remporte le titre en moins de 96 kg lors des Championnats du monde de lutte 2011 et la médaille de bronze aux Championnats d'Europe de lutte 2011.